# 龍岳駅
龍岳駅（朝鮮語: 룡악역、リョンアクえき）は朝鮮民主主義人民共和国平安南道順川市にある朝鮮民主主義人民共和国鉄道省戴建線の駅である。

## 隣の駅
朝鮮民主主義人民共和国鉄道省
戴建線
甑山里駅 - 龍岳駅 - 草坪駅